# Малий Терек
Малий Терек (рос. Малый Терек) — село у Терському районі Кабардино-Балкарії Російської Федерації.
Орган місцевого самоврядування — сільське поселення Терецьке. Населення становить 53 особи.

## Історія
Згідно із законом від 27 лютого 2005 року органом місцевого самоврядування є сільське поселення Терецьке.

## Населення
| 1970 | 1979 | 1989 | 2002 | 2010 |
| ---- | ---- | ---- | ---- | ---- |
| 167  | ↘122 | ↘88  | ↘71  | ↘53  |